# 喬科佩區

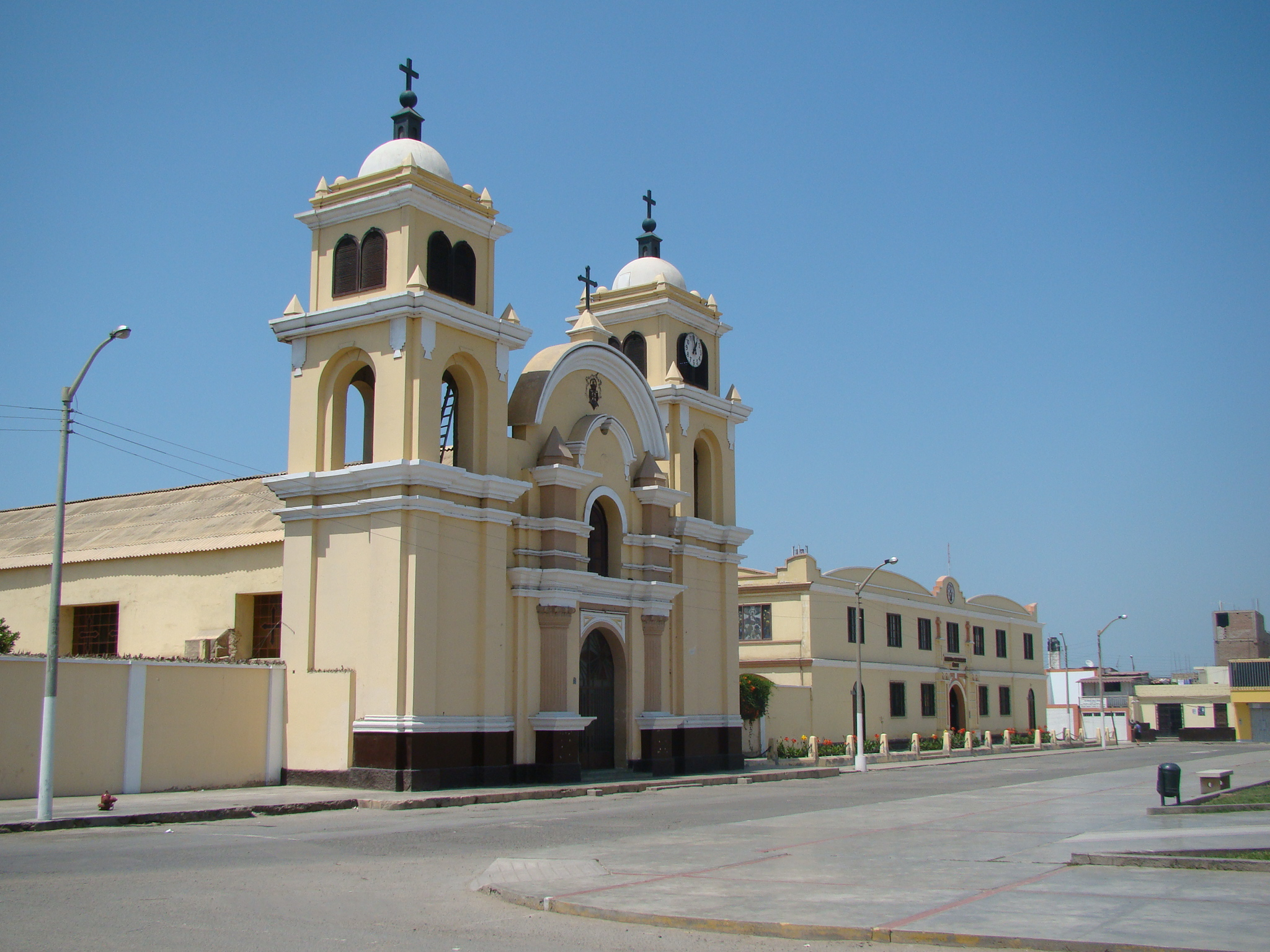

喬科佩區（西班牙語：Distrito de Chocope），是秘魯的一個區，位於該國西北部拉利伯塔德大區的阿斯科佩省，面積100.24平方公里，2005年人口9,994，人口密度每平方公里99.7人。